# RESG Walsum
Le Roll-, Eis- und Sportgemeinschaft Walsum 1937 e. V. ou RESG Walsum est un club allemand de rink hockey de la ville de Duisbourg. Il a également une section de patinage artistique. 

## Palmarès
- 16 Bundesliga: 1948-49, 1951-52, 1952-53, 1953-54, 1970-71, 1971-72, 1972-73, 1973-74, 1974-75, 1980-81, 1984-85, 1986-87, 1988-89, 1989-90, 1990-91, 1998-99.
- 4 Coupe d'Allemagne: 1993, 1994, 1996, 2003.

Son plus grand succès sportif international a été la participation à la finale de la  Coupe des coupes d'Europe de la saison 1984-1985, dans laquelle il est battu par le Sporting de Portugal.